# Südostflotte (Japanisches Kaiserreich)
Die Südostflotte des Japanischen Kaiserreichs (japanisch 南東方面艦隊 Nantō Hōmen Kantai, deutsch ‚Flotte des Südostbereichs‘) war eine Flotte der Kaiserlich Japanischen Marine während des Zweiten Weltkriegs.

## Allgemeines
Die Südostflotte war das Marinekommando im Südostbereich, unter dem Kommando von Vizeadmiral Kusaka Jin'ichi. Sein unmittelbarer Vorgesetzter war der Oberbefehlshaber der Kombinierten Flotte, aber bei mehreren Gelegenheiten scheint er direkt mit Tokio kommuniziert zu haben. Der Hauptstützpunkt der Südostflotte war Rabaul in Neubritannien, das 1942 von den Japanern eingenommen worden war. Ihr Einsatzgebiet war das pazifische Areal Melanesien.
Der Südostflotte untergliedert war die 8. Flotte unter dem Kommando von Admiral Mikawa Gun’ichi. deren Stützpunkt auf den Shortland-Inseln war, sowie die 11. Luftflotte, deren Stützpunkt ebenfalls in Rabaul war und die dem direkten Kommando von Kusaka Jinichi unterstand. Sowohl die 8. Regionalarmee unter dem Kommando von General Imamura Hitoshi als auch die Südostflotte waren Ende 1942 vom Kaiserlichen Hauptquartier aufgestellt worden um die Offensivanstrengungen bei den Salomonen zu unterstützen. Die Befehle für die Salomonen erforderten, dass die 8. Regionalarmee in Zusammenarbeit mit der Südostflotte die zentralen und nördlichen Salomonen hielt. Nach schweren Verlusten änderte das Kaiserliche Hauptquartier aber seine Strategie und beschloss, Guadalcanal aufzugeben, die Überlebenden zu evakuieren und sich auf starke Stellungen vor Rabaul zurückzuziehen. Der Schwerpunkt lag nun auf Neuguinea, um dort eine starke Offensive zu verfolgen.

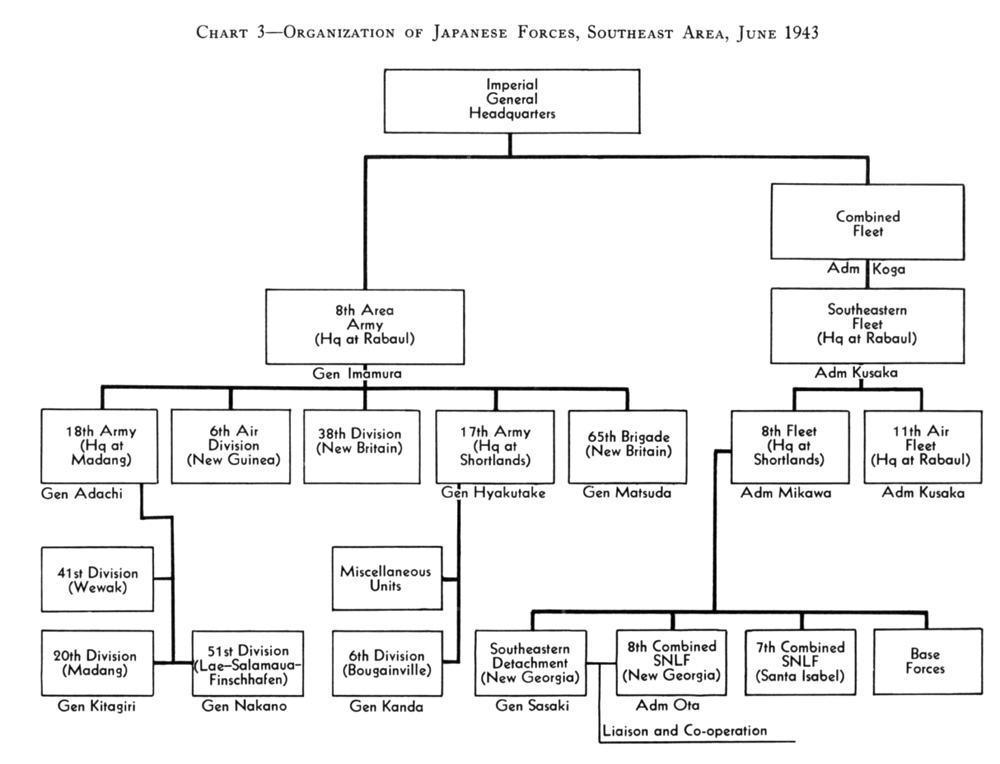
Einbindung der Südostflotte in die Verteidigung von Rabaul 1943

Nachdem Rabaul von den Alliierten immer weiter in die Isolation gedrängt wurde und heftigen Bombenangriffen ausgesetzt war, gab es erste Überlegungen die Südostflotte zu verlegen. Das Hauptquartier der Südostflotte traf die endgültige Entscheidung über die Evakuierung aus Rabaul auf der Grundlage der Stellungnahmen des Kommandanten der 8. Flotte. Das gesamte Personal wurde in der Nacht des 5. September 1943 unter dem örtlichen Kommandanten erfolgreich nach Truk evakuiert.
Ab dem 15. November 1943 war auch die 9. Flotte unter dem Kommando von Vizeadmiral Endō Yoshikazu der Südostflotte unterstellt.

## Einsätze der Südostflotte
- Salomonen-Inseln
- Neuguinea → Lae, Salamaua, Milne-Bucht, Wewak u. a.

## Führung

### Oberbefehlshaber
| Nr. | Dienstgrad und Name         | Bild | Amtszeit            | Amtszeit          | Bemerkungen                                                          |
| Nr. | Dienstgrad und Name         | Bild | Beginn der Amtszeit | Ende der Amtszeit | Bemerkungen                                                          |
| --- | --------------------------- | ---- | ------------------- | ----------------- | -------------------------------------------------------------------- |
| 1.  | Vizeadmiral Kusaka Jin'ichi |      | 24. Dezember 1942   | 6. September 1945 | bereits seit dem 1. Oktober 1942 Oberbefehlshaber der 11. Luftflotte |

### Chef des Stabes
| Nr. | Dienstgrad und Name                           | Amtszeit            | Amtszeit          | Bemerkungen                                     |
| Nr. | Dienstgrad und Name                           | Beginn der Amtszeit | Ende der Amtszeit | Bemerkungen                                     |
| --- | --------------------------------------------- | ------------------- | ----------------- | ----------------------------------------------- |
| 1.  | Konteradmiral/ Vizeadmiral Nakahara Yoshimasa | 24. Dezember 1942   | 29. November 1943 | gleichzeitig Chef des Stabes der 11. Luftflotte |
| 2.  | Konteradmiral Kusaka Ryūnosuke                | 29. November 1943   | 6. April 1944     | gleichzeitig Chef des Stabes der 11. Luftflotte |
| 3.  | Konteradmiral Tomioka Sadatoshi               | 6. April 1944       | 7. November 1944  | gleichzeitig Chef des Stabes der 11. Luftflotte |
| 4.  | Vizeadmiral Irifune Naosaburō                 | 7. November 1944    | 6. September 1945 | gleichzeitig Chef des Stabes der 11. Luftflotte |